# Connacht GAA
Il Connacht GAA, o Connacht Council è uno dei quattro councils provinciali irlandesi, responsabile dell'organizzazione dei tornei provinciali sul proprio suolo e della promozione degli sport gaelici e delle tradizioni irlandesi nella provincia del Connacht. Come Munster GAA sono conosciute anche le squadre di calcio gaelico ed hurling del Connacht stesso.

## Contee
- Galway
- Leitrim
- Mayo
- Roscommon
- Sligo

### Contee speciali
Le seguenti contee, sebbene non controllate dal Connacht Council, giocano nel Connacht Senior Football Championship.
- London
- New York

## Stadi principali
- McHale Park, Castlebar
- Pearse Stadium, Galway

## Hurling
Non c'è più il torneo provinciale di hurling sebbene in precedenza veniva organizzato. L'hurling è molto popolare nella contea di Galway ma molto debole nelle altre tanto che la rappresentativa della provincia è spesso e volentieri costituita da 14 o 15 giocatori di Galway.
- Connacht Senior Hurling Championship
- Connacht Junior Hurling Championship
- Connacht Minor Hurling Championship
- Connacht Intermediate Hurling Championship

## Calcio gaelico
- Connacht Senior Football Championship
- Connacht Minor Football Championship
- Connacht Under-21 Football Championship
- Connacht Junior Football Championship

## Competizioni per club
- Connacht Senior Club Football Championship
- Connacht Senior Club Hurling Championship
- Connacht Intermediate Club Hurling Championship
- Connacht Intermediate Club Football Championship
- Connacht Junior Club Hurling Championship
- Connacht Junior Club Football Championship

## Railway Cup
- Hurling: 11
- Calcio gaelico: 9